# Onderzeebootoorlog

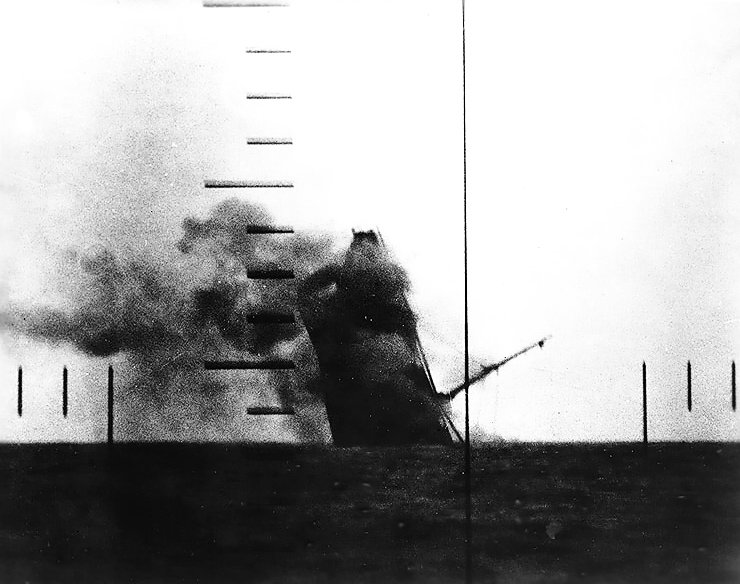
USS Wahoo SS-238 torpedeert een Japans vrachtschip Nittsu Maru op 23 maart 1943 in de Gele Zee, gefotografeerd door de periscoop.

Een onderzeebootoorlog is een vorm van oorlogsvoering waarbij onderzeeboten worden ingezet tegen vijandelijke schepen. Wanneer schepen zonder waarschuwing vooraf worden aangevallen wordt gesproken van een onbeperkte onderzeebootoorlog.
De onderzeebootoorlog vormt net als onderzeebootbestrijding een vorm van oorlogsvoering onder water; een van de drie moderne vormen van zeeoorlogen naast de oppervlakteoorlog en de luchtoorlog.
De onderzeebootoorlog groeide uit van een tactisch blokkadebreekmiddel tot een strategisch blokkademiddel in het geval van een handelsoorlog. Na de Tweede Wereldoorlog veranderde de fundamentele doctrine rond de inzet van onderzeeboten door de ontwikkeling van rakettendragende kernonderzeeërs, die een permanente bedreiging gingen vormen.
Een moderne onderzeebootoorlog wordt vooral gevoerd door dieselelektrisch of met kernenergie aangedreven onderzeeboten met gebruik van wapens als torpedo's, raketten, kruisvluchtwapens of atoomwapens, alsook geavanceerde sonarapparatuur om andere onderzeeboten, schepen of landdoelen aan te kunnen vallen. Onderzeeboten kunnen worden ingezet voor verkenning, het uitvoeren van landingen van speciale eenheden en voor afschrikking. In sommige marines kunnen ze worden ingezet voor het waarnemen van troepen. De effectiviteit van onderzeebootoorlogen hangt deels af van de onderzeebootbestrijding die in reactie hierop wordt gevoerd.